# A Filha do Demônio
A Filha do Demônio é uma minissérie brasileira produzida pela RecordTV, e exibida entre 3 de março e 7 de março de 1997 em cinco episódios. Teve autoria de Ronaldo Ciambroni e direção-geral de Atílio Riccó. Foi a primeira produção dramatúrgica da emissora em vinte anos, desde a telenovela O Espantalho, de 1977. A minissérie unia gêneros tradicionalmente sérios como o drama e a fantasia com a cultura trash de produções de baixo orçamento e com temáticas escancaradamente lúdicas e de cenas tragicamente cômicas pela impossibilidade real, sendo comparada pela imprensa às obras de Zé do Caixão.
Patrícia de Sabrit, Luiz Carlos de Moraes e João Vitti interpretaram os personagens centrais.

## Enredo
Mário é um viúvo vendedor ambulante que, em desespero pela situação de extrema pobreza em que vive, decide vender a alma de sua filha Ana para o demônio em troca de 100 mil dólares, não se importando com o que será feito dela dali para frente, uma vez que nunca se importou com a menina. Após dez anos ele se tornou muito rico, vivendo sem dificuldades financeiras e gastando quantidades exorbitantes em festas, mulheres e bebida. Ana, no entanto, cresceu uma garota depressiva e infeliz, que nunca entendeu porque se sentia diferente das demais crianças, sofrendo por ser órfã de mãe e com a indiferença do pai, que vive bêbado e a deixa na mão de vizinhas que a maltratam.
Tomada por uma raiva da vida que leva, a jovem se torna cada vez mais rebelde, não só passando a fazer crueldade com outras pessoas, mas também se envolvendo com prostituição e tráfico – ainda que não precise de dinheiro – na vaga tentativa de ser salva por seu pai. Ao passo que Ana se torna mais revoltada, Mário vai perdendo seu dinheiro até chegar ao ponto inicial de miséria. Apenas com a confissão de que sua alma foi vendida, a jovem terá uma única chance de se livrar do destino escolhido para ela e dar uma nova roupagem para sua vida.

## Elenco
| Ator                  | Personagem          |
| --------------------- | ------------------- |
| Patrícia de Sabrit    | Ana Carolina Gusmão |
| Luiz Carlos de Moraes | Mário Gusmão        |
| João Vitti            | Marcelo / Demônio   |
| Gustavo Machado       | Maciel              |
| Niveo Diegues         | Nino                |
| Liza Vieira           | Diná                |
| Monique Lafond        | Rachel              |
| Ruthinéa de Moraes    | Evani               |
| Eloisa Elena          | Elis                |

## Recepção da crítica
Em 5 de março de 1997, no jornal Folha de S.Paulo, o escritor Marcelo Rubens Paiva fez uma análise sobre a minissérie.
| “ | Os cenários são escarnecidos, os efeitos especiais, grotescos, os diálogos, impagáveis. Habituado a um padrão de novela de alta qualidade e rotatividade, o espectador brasileiro está à frente de um dilema: isso é para ser levado a sério? O enredo é baseado no clássico mito do homem que barganha com o demo. O grande vilão do primeiro capítulo é o restaurante, templo da gula. Para os autores, um pobre com dinheiro passa a frequentá-lo. No capítulo seguinte, a criancinha cresce, quinze anos depois. Em cena, Patrícia de Sabrit, cuja personagem envolve-se com tóxico e sexo. Não há recursos para uma produção sofisticada. Resolveu, então, partir para um estilo próprio, escancarando. Está de parabéns. E engole em seco aquele que imaginava que o gênero trash ao estilo Zé do Caixão havia se esgotado. | ” |

## Audiência
A minissérie teve uma média de 4 pontos.